# Papyry
Papyry je souhrnné označení pro starověké texty a jejich zlomky, které se zachovaly napsané na papyru.

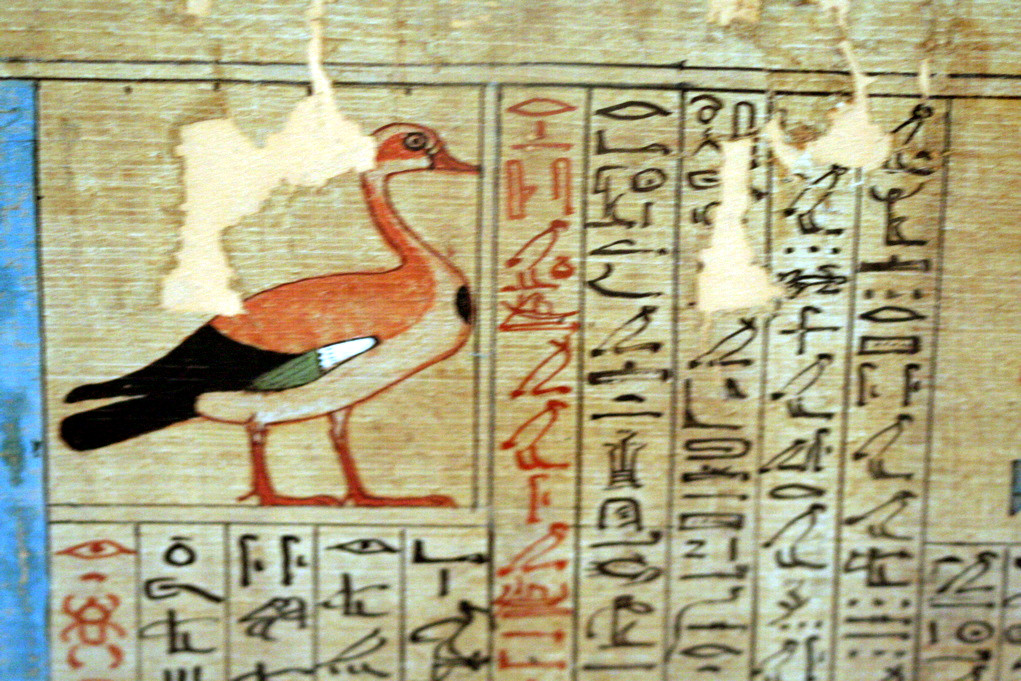
Egyptský papyrus v expozici Britského muzea

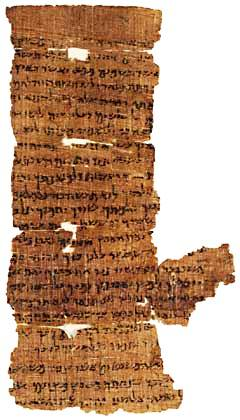
Hebrejský Papyrus Nash

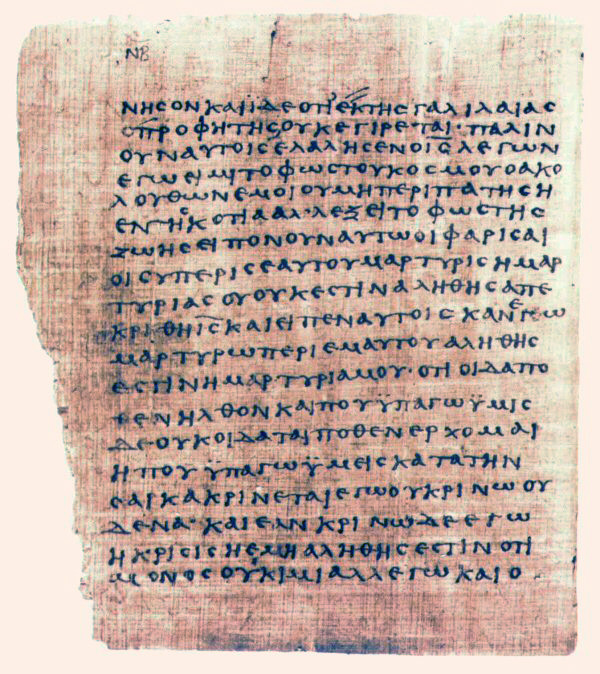
Papyrus P66, Janovo evangelium, kolem 200

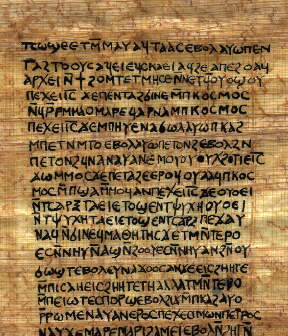
Tomášovo evangelium v koptštině

## Naleziště
Papyrus, který se vyráběl hlavně v Egyptě, byl kvalitní a trvanlivý psací materiál, ve starověku rozšířený po celém Středomoří. Psalo se na dlouhé pruhy materiálu, který se pak uchovával zpravidla jako svitek (lat. volumen), popsaný jen po jedné straně. Jen některé novozákonní papyry jsou psány po obou stranách, takže patrně pocházejí z knih (kodexů). Protože však nesnášejí vlhkost, zachované papyry pocházejí zejména z Egypta a jen výjimečně z jiných oblastí (např.Papyrus z Derveni).
K prvnímu nálezu papyrů došlo roku 1753 při vykopávkách v Herculaneu u Neapole. Vědecký zájem o ně (papyrologie) se však rozvinul až v 19. století, když si badatelé uvědomili jejich význam pro egyptologii a textovou kritiku zejména biblických a klasických řeckých i latinských textů. Od nálezů v egyptském Fajjúmu (1877) se nalezly tisíce papyrů, zejména ve středním Egyptě (Oxyrhynchos, Nag Hammádí aj.)

## Papyry podle kultur
Papyry se označují jménem nálezce, majitele nebo knihovny (muzea) a obvykle číslem.

### Egyptské papyry
Nejstarší egyptské papyry pocházejí ze 3. tisíciletí př. n. l. Mnoho se jich zachovalo v hrobech a na mumiích až do prvních století př. n. l. Z papyrů pochází velká většina zachované staroegyptské literatury.

### Biblické papyry
Staří Izraelci psali většinou na kůži a pergamen, takže hebrejské texty se sice našly i na papyrech, pro text Tóry však nemají takový význam jako převážně pergamenové svitky od Mrtvého moře.
Tím významnější jsou však papyry pro rekonstrukci textu Nového zákona: představují nejstarší doklady tohoto textu ze 2.-4. století, kdy teprve vznikaly nejstarší zachované kodexy s úplným řeckým textem. Na papyru se však na západě psalo dál až do 11. století.

### Řecké a latinské papyry
Také pro spisy řeckých a latinských klasických autorů jsou papyry zdaleka nejstaršími doklady textů.